# Mercy (serie de televisión)
Mercy es un drama médico televisivo ambientado en un hospital, el Mercy Hospital, que se estrenó en la NBC el 23 de septiembre de 2009 y se emitió hasta el 12 de mayo de 2010. 
La primera temporada se compuso de 22 capítulos. Sin embargo, el 14 de mayo de 2010, la NBC anunció que la segunda temporada quedaba cancelada debido a los bajos niveles de audiencia.

## Argumento
Mercy es una serie de ficción ambientada en el imaginario Mercy Hospital de Jersey City (Nueva Jersey). Los capítulos están enfocados desde el punto de vista de tres enfermeras, en los que se cuenta su vida, tanto profesional como privada. Veronica Flanagan Callahan es una enfermera que regresó de Irak, mientras que Sonia Jiménez, su mejor amiga, ha comenzado una relación seria con un inspector de policía, y Chloe Payne es una enfermera recién graduada que comienza su andadura en el mundo de la enfermería y que no está preparada para afrontar los retos de su profesión.
Otros miembros del hospital son el doctor Chris Sands, un médico recién llegado que le complica la vida a Verónica, el enfermero Ángel García y el doctor Harris. Además, también está Mike Callahan, el marido de Verónica, del que está separada.

## Intérpretes

### Principales
- Taylor Schilling como Veronica Agnes Flanagan Callahan.
- Michelle Trachtenberg como Chloe Payne.
- Jaime Lee Kirchner como Sonia Jiménez.
- James Tupper como Dr. Chris Sands.
- Diego Klattenhoff como Mike Callahan.
- Guillermo Díaz como Ángel García.
- James LeGros como Dr. Dan Harris.

### Secundarios
- Delroy Lindo como Dr. Alfred Parks.
- Kate Mulgrew como Jeannie Flanagan.
- Peter Gerety como Jim Flanagan.
- Michael Chernus como Ryan Flanagan.
- Charlie Semine como Nick Valentino.
- K.K. Moggie como Dr. Gillian Jelani.
- Margo Martindale como Helen Klowden.
- Jill Flint como Simone Sands.
- James Van Der Beek como Dr. Joe Briggs, el nuevo jefe de la UCI.

## Episodios
| Prod. | Título | Director          | Guiniosta(s)                                  | Fecha de emisión original |
| ----- | --- | ----------------- | --------------------------------------------- | ------------------------- |
| 01    | «Can We Get That Drink Now?» «¿Podemos tomarnos ya esa copa?»                                                       | Adam Bernstein    | Liz Heldens                                   | 23 de septiembre de 2009  |
| 02    | «I Believe You Conrad» «Yo te creo, Conrad»                                                                         | Adam Kane         | Liz Heldens                                   | 30 de septiembre de 2009  |
| 03    | «Hope You're Good, Smiley Face» «Espero que estés bien, sonrisas»                                                   | Andrew Bernstein  | Toni Graphia                                  | 7 de octubre de 2009      |
| 04    | «Pulling the Goalie» «A por el niño»                                                                                | Lawrence Trilling | Peter Elkoff                                  | 14 de octubre de 2009     |
| 05    | «You Lost Me With The Cinder Block» «Me perdistes con el ladrillazo»                                                | Allan Arkush      | Dan Dworkin y Jay Beattie                     | 21 de octubre de 2009     |
| 06    | «The Last Thing I Said Was» «Lo último que dije fue...»                                                             | Lawrence Trilling | Gretchen J. Berg y Aaron Harberts             | 4 de noviembre de 2009    |
| 07    | «Destiny, Meet My Daughter, Veronica» «Destino, encontrar a mi hija, Veronica»                                      | Martha Mitchell   | Matt Ward                                     | 11 de noviembre de 2009   |
| 08    | «I'm Not That Kind of Girl» «No soy esa clase de chica»                                                             | Mike Listo        | Veronica Becker y Sarah Kucserka              | 18 de noviembre de 2009   |
| 09    | «Some of Us Have Been to the Desert» «Algunos de nosotros hemos estado en el desierto»                              | Duane Clark       | Colleen McGuinness                            | 9 de diciembre de 2009    |
| 10    | «I Saw This Pig and I Thought of You» «Vi este cerdo y me acordé de ti»                                             | Ed Bianchi        | Nichelle Tramble Spellman                     | 6 de enero de 2010        |
| 11    | «We're All Adults» «Todos somos adultos»                                                                            | Darnell Martin    | Dan Dworkin y Jay Beattie                     | 13 de enero de 2010       |
| 12    | «Wake Up, Bill» «Levantate, Bill»                                                                                   | Gloria Muzio      | Peter Elkoff                                  | 20 de enero de 2010       |
| 13    | «Can We Talk About the Gigantic Elephant in the Ambulance?» «¿Podemos hablar del secreto a voces en la ambulancia?» | Seith Mann        | Toni Graphia y Matt Ward                      | 3 de febrero de 2010      |
| 14    | «I Have a Date» «He quedado»                                                                                        | Rick Wallace      | Liz Heldens, Veronica Becker y Sarah Kucserka | 10 de febrero de 2010     |
| 15    | «I Did Kill You, Didn't I?» «Te maté, ¿no?»                                                                         | Phil Abraham      | Dan Dworkin y Jay Beattie                     | 3 de marzo de 2010        |
| 16    | «I'm Fine» «Estoy bien»                                                                                             | David Straiton    | Gretchen J. Berg y Aaron Harberts             | 10 de marzo de 2010       |
| 17    | «There is No Room For You on My Ass» «No hay sitio para ti en mi trasero»                                           | Andrew Bernstein  | Peter Elkoff y Colleen McGuinness             | 17 de marzo de 2010       |
| 18    | «Of Course I'm Not» «Por supuesto que no»                                                                           | Wendey Stanzler   | Matt Ward y Jeff Drayer                       | 24 de marzo de 2010       |
| 19    | «There is No Superwoman» «No existe Superwoman»                                                                     | Gloria Muzio      | Toni Graphia y Nichelle Tramble Spellman      | 21 de abril de 2010       |
| 20    | «We All Saw This Coming» «Todos lo veíamos venir»                                                                   | David Straiton    | Veronica Becker y Sarah Kucserka              | 28 de abril de 2010       |
| 21    | «Too Much Attitude and Not Enough Underwear» «Mucho descaro y poca ropa interior»                                   | Timothy Busfield  | Peter Elkoff y Joe Sachs                      | 5 de mayo de 2010         |
| 22    | «That Crazy Bitch was Right» «La cabrona acertó»                                                                    | Andrew Bernstein  | Liz Heldens y Colleen McGuinness              | 12 de mayo de 2010        |